# Slovenija na Svetovnem prvenstvu v hokeju na ledu 2012
Slovenija na Svetovnem prvenstvu v hokeju na ledu 2012 D1A, ki je potekalo med 15. in 21. aprilom 2012 v ljubljanski Areni Stožice. Slovenska reprezentanca se je s petimi zmagami na petih tekmah uvrstila v elitno divizijo Svetovnega prvenstva za leto 2013.

## Postava
| Pol. | Št. | Hokejist            | Starost (rojstni dan)       | Klub               |
| ---- | --- | ------------------- | --------------------------- | ------------------ |
| GK   | 1   | Andrej Hočevar      | 27 let (21. november 1984)  | Ducs d'Angers      |
| GK   | 29  | Gašper Krošelj      | 25 let (9. februar 1987)    | AaB Ishockey       |
| GK   | 30  | Robert Kristan      | 28 let (4. april 1984)      | KHL Medveščak      |
| D    | 4   | Andrej Tavželj      | 28 let (14. marec 1984)     | HK ŠKP Poprad      |
| D    | 5   | Mitja Robar         | 29 let (4. januar 1983)     | Krefeld Pinguine   |
| D    | 15  | Blaž Gregorc        | 22 let (18. januar 1990)    | Södertälje SK      |
| D    | 17  | Žiga Pavlin         | 26 let (30. april 1985)     | Troja Ljungby      |
| D    | 20  | Sabahudin Kovačevič | 26 let (26. februar 1986)   | HK ŠKP Poprad      |
| D    | 23  | Damjan Dervarič     | 30 let (6. februar 1982)    | HDD Tilia Olimpija |
| D    | 28  | Aleš Kranjc         | 30 let (29. julij 1981)     | České Budějovice   |
| F    | 7   | Boštjan Goličič     | 22 let (12. junij 1989)     | HDD Tilia Olimpija |
| F    | 8   | Žiga Jeglič         | 24 let (24. februar 1988)   | Södertälje SK      |
| F    | 9   | Tomaž Razingar (C)  | 32 let (25. april 1979)     | EC VSV             |
| F    | 12  | David Rodman        | 28 let (10. september 1983) | IK Oskarshamn      |
| F    | 14  | Matej Hočevar       | 29 let (30. april 1982)     | HDD Tilia Olimpija |
| F    | 16  | Aleš Mušič          | 29 let (28. junij 1982)     | HDD Tilia Olimpija |
| F    | 18  | Erik Pance          | 21 let (10. april 1991)     | HDD Tilia Olimpija |
| F    | 19  | Žiga Pance          | 23 let (1. januar 1989)     | HDD Tilia Olimpija |
| F    | 21  | Andrej Hebar        | 27 let (7. september 1984)  | HDD Tilia Olimpija |
| F    | 22  | Marcel Rodman       | 30 let (25. september 1981) | Vienna Capitals    |
| F    | 24  | Rok Tičar           | 22 let (3. maj 1989)        | Krefeld Pinguine   |
| F    | 25  | Robert Sabolič      | 23 let (11. september 1988) | Södertälje SK      |
| F    | 27  | Rok Pajič           | 26 let (26. september 1985) | Slovan Ústečtí Lvi |

- Selektor: Matjaž Kopitar
- Pomočnika selektorja: Nik Zupančič in Gaber Glavič

## Tekme
| 15. april 2012 | Združeno kraljestvo | 2–3 | Slovenija | Arena Stožice, Ljubljana |

| Poročilo tekme | Poročilo tekme                                                           | Poročilo tekme  | Poročilo tekme                                                                                         | Poročilo tekme  |
| -------------- | ------------------------------------------------------------------------ | --------------- | --- | --------------- |
| Začetek: 20:00 | C. Shields (R. Dowd, C. Peacock) – 06:31 C. Peacock (C. Shields) – 21:15 | (1–2, 1–0, 0–1) | 03:35 – Z. Jeglič (R. Sabolič) 12:35 – D. Rodman (A. Mušič) 56:01 – T. Razingar (R. Pajič, A. Tavželj) | Gledalci: 9.861 |

| 16.. april 2012 | Slovenija | 4–2 | Japonska | Arena Stožice, Ljubljana |

| Poročilo tekme | Poročilo tekme | Poročilo tekme  | Poročilo tekme                                    | Poročilo tekme  |
| -------------- | --- | --------------- | ------------------------------------------------- | --------------- |
| Začetek: 20:00 | M. Robar (Ž. Jeglič, R. Tičar) – 11:03 D. Rodman (A. Kranjc) (PP) – 27:24 A. Kranjc (PP) – 58:40 T. Razingar] (D. Rodman) (ENG) – 59:49 | (1–0, 1–1, 2–1) | 34:57 – R. Tanaka (H. Terao) 47:23 – T. Jamashita | Gledalci: 8.070 |

| 18. april 2012 | Slovenija | 4–1 | Madžarska | Arena Stožice, Ljubljana |

| Poročilo tekme | Poročilo tekme | Poročilo tekme  | Poročilo tekme                              | Poročilo tekme  |
| -------------- | --- | --------------- | ------------------------------------------- | --------------- |
| Začetek: 20:00 | R. Sabolič (B. Gregorc) – 02:55 B. Gregorc (M. Robar) (PP2) – 26:13 D. Rodman (S. Kovačevič, A. Kranjc) – 27:09 R. Tičar (M. Robar, B. Gregorc) (PP) – 47:27 | (1–0, 2–0, 1–1) | 50:25 – M. Vas (B. Ladanyi, I. Sofron) (PP) | Gledalci: 9.563 |

| 19. april 2012 | Slovenija | 3–2 | Ukrajina | Arena Stožice, Ljubljana |

| Poročilo tekme | Poročilo tekme | Poročilo tekme  | Poročilo tekme                                                                                               | Poročilo tekme  |
| -------------- | --- | --------------- | --- | --------------- |
| Začetek: 20:00 | R. Sabolič (R. Tičar, Ž. Jeglič) – 21:53 R. Tičar (M. Robar) – 29:13 R. Tičar (R. Sabolič, B. Gregorc) (PP) – 44:25 | (0–1, 2–1, 1–0) | 12:45 – A. Mihnov (S. Klimentijev, S. Ramazanov) (EA) 24:25 – O. Šafarenko (V. Ljutkevič, O. Timčenko) (PP2) | Gledalci: 9.450 |

| 21. april 2012 | Avstrija | 2–3 | Slovenija | Arena Stožice, Ljubljana |

| Poročilo tekme | Poročilo tekme                                                                                 | Poročilo tekme  | Poročilo tekme                                                                                    | Poročilo tekme   |
| -------------- | ---------------------------------------------------------------------------------------------- | --------------- | ------------------------------------------------------------------------------------------------- | ---------------- |
| Začetek: 20:00 | G. Unterluggauer (G. Baumgartner, M. Schumnig) – 25:46 T. Raffl (T. Hundertpfund) (PP) – 28:09 | (0–0, 2–3, 0–0) | 24:07 – A. Hebar (R. Pajič) 26:08 – M. Rodman (A. Mušič, D. Rodman) 37:10 – A. Kranjc (D. Rodman) | Gledalci: 10.500 |

## Statistika igralcev

### Vratarji
| #  | Vratar         | OT | OTI | OMIN | PG | PGT  | OUS   | KM |
| -- | -------------- | -- | --- | ---- | -- | ---- | ----- | -- |
| 1  | Andrej Hočevar | 5  | 1   | 60   | 2  | 2,00 | 91,30 | 0  |
| 30 | Robert Kristan | 5  | 4   | 240  | 7  | 1,75 | 93,20 | 0  |

### Drsalci
| #  | Hokejist            | OT | DG | DP | TOČ | KM | +/- | ZG | GIV | GIM | SNG |
| -- | ------------------- | -- | -- | -- | --- | -- | --- | -- | --- | --- | --- |
| 4  | Andrej Tavželj      | 5  | 0  | 1  | 1   | 6  | +2  | 0  | 0   | 0   | 1   |
| 5  | Mitja Robar         | 5  | 1  | 3  | 4   | 0  | +2  | 0  | 0   | 0   | 13  |
| 7  | Boštjan Goličič     | 5  | 0  | 0  | 0   | 0  | -2  | 0  | 0   | 0   | 2   |
| 8  | Žiga Jeglič         | 5  | 1  | 3  | 4   | 6  | +3  | 0  | 0   | 0   | 7   |
| 9  | Tomaž Razingar      | 5  | 2  | 0  | 2   | 4  | +2  | 1  | 0   | 0   | 11  |
| 12 | David Rodman        | 5  | 3  | 2  | 5   | 10 | +1  | 0  | 2   | 0   | 11  |
| 14 | Matej Hočevar       | 5  | 0  | 0  | 0   | 2  | -2  | 0  | 0   | 0   | 2   |
| 15 | Blaž Gregorc        | 5  | 1  | 3  | 4   | 0  | +2  | 1  | 1   | 0   | 17  |
| 16 | Aleš Mušič          | 5  | 0  | 2  | 2   | 8  | 0   | 0  | 0   | 0   | 11  |
| 17 | Žiga Pavlin         | 5  | 0  | 0  | 0   | 2  | +1  | 0  | 0   | 0   | 2   |
| 18 | Erik Pance          | 5  | 0  | 0  | 0   | 0  | 0   | 0  | 0   | 0   | 0   |
| 19 | Žiga Pance          | 5  | 0  | 0  | 0   | 2  | -2  | 0  | 0   | 0   | 8   |
| 20 | Sabahudin Kovačevič | 5  | 0  | 1  | 1   | 10 | +1  | 0  | 0   | 0   | 4   |
| 21 | Andrej Hebar        | 5  | 1  | 0  | 1   | 4  | +1  | 0  | 0   | 0   | 3   |
| 22 | Marcel Rodman       | 5  | 1  | 0  | 1   | 16 | +1  | 0  | 0   | 0   | 5   |
| 23 | Damjan Dervarič     | 5  | 0  | 0  | 0   | 6  | 0   | 0  | 0   | 0   | 0   |
| 24 | Rok Tičar           | 5  | 3  | 3  | 6   | 4  | +4  | 1  | 2   | 0   | 22  |
| 25 | Robert Sabolič      | 5  | 2  | 2  | 4   | 4  | +4  | 0  | 0   | 0   | 6   |
| 27 | Rok Pajič           | 5  | 0  | 2  | 2   | 0  | +2  | 0  | 0   | 0   | 3   |
| 28 | Aleš Kranjc         | 5  | 2  | 2  | 4   | 4  | 2   | 0  | 2   | 0   | 15  |